# Куськино (Чувашия)
Ку́ськино (чув. Куçкин) — деревня в Моргаушском районе Чувашской Республики, входит в состав Ильинского сельского поселения.

## География
Расстояние до столицы республики — города Чебоксары — 49 км, до районного центра — села Моргауши — 32 км, до железнодорожной станции — Чебоксары — 49 км. Деревня расположена на правом берегу реки Волга. 
Часовой пояс
Деревня Куськино, как и вся Чувашская Республика, находится в часовой зоне МСК (московское время). Смещение применяемого времени относительно UTC составляет +3:00.
Административно-территориальная принадлежность
В составе: Татаркасинской волости Козьмодемьянского (до 24 июля 1920 года), Чебоксарского (до 1 октября 1927 года) уездов; Татаркасинского (до 16 января 1939 года), Сундырского (до 20 декабря 1962 года), Чебоксарского (до 11 марта 1964 года) районов. С 11 марта 1964 года — в составе Моргаушского района:179.

Сельский совет: Ильинский (с 1 октября 1927 года):179.

## История
Деревня образована в 1-й половине XIX века переселенцами из деревень Шешкарской земельной общины Вурманкасы, Тябакасы. Жители — до 1866 года государственные крестьяне; занимались земледелием, животноводством, домашним ремеслом. В 1929 году образован колхоз «Беднота».

По состоянию на 1 мая 1981 года населённые пункты Ильинского сельского совета (в том числе деревня Куськино) — в составе колхоза «Хлебороб»:96.
Религия
По сведениям справочника Казанской епархии (1904) жители деревни Кузькина были прихожанами церкви села Ильинская Пустынь (каменная, построена в 1794 году на средства прихожан, двухпрестольная, главный престол — во имя Святого Пророка Илии, придел — в честь Рождества Христова).
Историческое название
Кузькина (Новая Деревня).

## Население
| 2010 | 2012 |
| ---- | ---- |
| 76   | ↗90  |

По данным Всероссийской переписи населения 2002 года в деревне проживали 104 человека, преобладающая национальность — чуваши (96%).

## Инфраструктура
Функционировали несколько КФХ (по состоянию на 2010 год).